# Mother (serie de televisión)
Mother (en hangul 마더; RR: Madeo) es una serie de televisión surcoreana de 2018, dirigida por Kim Cheol-kyu y protagonizada por Lee Bo-young, Heo Yool, Lee Hye-young, Nam Ki-ae y Ko Sung-hee. Es una versión de la serie japonesa de 2010 del mismo título. Se emitió por el canal tvN los miércoles y jueves a las 21:30 (hora local coreana) del 24 de enero al 15 de marzo de 2018.

## Sinopsis
Una investigadora en ornitología, Soo-jin (Lee Bo-young) que tras el cierre de su laboratorio trabaja temporalmente como maestra en una escuela primaria, se da cuenta de que una de sus alumnas llamada Hye-na (Heo Yool), sufre malos tratos por parte de su familia. Cuando la situación de la niña se agrava y la policía no hace nada al respecto, toma la decisión de escapar con ella a Islandia pasando por Seúl, donde encuentra a su propia madre adoptiva (una famosa actriz con la que mantiene una relación conflictiva y a la que hacía diez años que no veía) y, también a su madre biológica, que hace veintisiete años la había abandonado en la puerta de un orfanato (aunque luego fue a la cárcel debido a que antes mató a un hombre en defensa propia). Al mismo tiempo, tanto la policía como la madre de Hye-na y su novio la están buscando.

## Reparto

### Principal
- Lee Bo-young como Kang Soo-jin, ornitóloga, maestra de Kim Hye-na/Yoon-bok y al final su madre adoptiva.[2][4]
  - Kim Hyun-soo como la joven Soo-jin.
  - Hong Jung-min como la niña Soo-jin.
- Heo Yool como Hye-na /Yoon-bok, una de las alumnas de Soo-jin y al final su hija adoptiva.[5][6]
- Lee Hye-young como Cha Young-sin, una famosa actriz, madre adoptiva de  Soo-jin, Yi-jin y Hyun-jin.[7]
  - Choi Yoon-so como la joven Young-sin.
- Nam Ki-ae como Nam Hong-hee, la madre biológica de Soo-jin, tiene una peluquería en el mismo barrio donde vivía esta.
  - Lim See-joo como la joven Hong-hee.
- Ko Sung-hee como Shin Ja-young, la madre biológica de Hye-na/Yoon-bok.[8]

### Secundario
- Lee Jung-yeol como Jae-beom, secretario de Cha Young-sin y padre biológico de Hyun-jin.
- Lee Jae-yoon como Jung Jin-hong, un médico de 30 años aficionado a las aves. Posible interés amoroso de Soo-jin.
- Kim Young-jae como Eun-cheol, estudiante de último año en la Universidad de Soo-jin.[9][10]
- Son Seok-koo como Lee Seol-ak, el novio de Ja-young.
- Jo Han-chul como Chang-geun, un tenaz detective de policía que busca a Hye-na.
- Jeon Hye-jin como Kang Lee-jin, hermana menor de Soo-jin, antigua pianista, casada con un fiscal, y madre de gemelos.
- Go Bo-gyeol como Kang Hyun-jin, la hermana más joven de Soo-jin, periodista.[11]
- Lee Joo-won como Tae-hoon, el hijo de Yi-jin y hermano gemelo de Tae-mi.
- Choi Yoo-ri como Tae-mi, la hija de Yi-jin y hermana gemela de Tae-hoon.
- Lee Jung-yeol como el detective Jae-beom.
- Park Sung-joon como oficial de policía.
- Seo Yi-sook como Madame Ra.
- Ye Soo-jung como Miss Clara, directora del orfanato donde estuvo Soo-jin.
- Song Yoo-hyun como Song Ye-eun, maestra de la escuela primaria y compañera de Soo-jin.[12]
- Jeon Mi-do como Ra-ra, madre de Won-hee (muerto a manos de Seol-ak).
- Park Ho-san como Woon-jae, el padre de Oh-gyun que invita a comer a Soo-jin y Yoon-bok (aparición especial).
- Jung Ae-youn (aparición especial).
- Kang Hong-seok.
- Park Su-yeon como la madre de Lee Seol-ak.
- Jung Min-sung como el abogado Go Sang-deok.
- Ha-min como la juez.

## Producción
Heo Yool fue seleccionada entre 400 candidatas para el papel de Hye-na /Yoon-bok. Teniendo en cuenta su edad, antes del rodaje de escenas difíciles hubo sesiones de asesoramiento psicológico.
La primera lectura de guion por los protagonistas de la serie se llevó a cabo el 1 de noviembre de 2017 en las dependencias de Studio Dragon en Sangam-dong.

## Banda sonora original
| Parte | N.º | Título                    | Hangul      | Letra         | Música        | Artista               | Duración |
| ----- | --- | ------------------------- | ----------- | ------------- | ------------- | --------------------- | -------- |
| 1     | 1   | To You                    | 나인 너에게 | Tei           | 1601          | Kim Yoon-ah           | 04:14    |
| 1     | 2   | To You (inst.)            | 나인 너에게 |               | 1601          |                       | 04:14    |
| 2     | 1   | Next To You               |             | Peter Han     | Park Woo-sang | Peter Han             | 03:15    |
| 2     | 2   | Next To You (inst.)       |             |               | Park Woo-sang | 03:15                 |          |
| 3     | 1   | Let's Go Together         | 같이 가자   | Park Asher    | Park Asher    | Ha Dong-kyun          | 04:25    |
| 3     | 2   | Let's Go Together (inst.) | 같이 가자   |               | Park Asher    |                       | 04:25    |
| 4     | 1   | Journey                   | 여정        | Sunwoo Jung-a | Sunwoo Jung-a | Sunwoo Jung-a         | 04:30    |
| 4     | 2   | Journey (inst.)           | 여정        |               | Sunwoo Jung-a |                       | 04:30    |
| 5     | 1   | Kind of Love              | 어떤 사랑   | Ha Melli      | Lee Sang-hoon | Seungkwan (Seventeen) | 03:55    |
| 5     | 2   | Kind of Love (inst.)      | 어떤 사랑   |               | Lee Sang-hoon |                       | 03:55    |

## Audiencia y recepción

### Índices de audiencia
| Temporada | Temporada | Episodio número | Episodio número | Episodio número | Episodio número | Episodio número | Episodio número | Episodio número | Episodio número | Episodio número | Episodio número | Episodio número | Episodio número | Episodio número | Episodio número | Episodio número | Episodio número | Promedio |
| Temporada | Temporada | 1               | 2               | 3               | 4               | 5               | 6               | 7               | 8               | 9               | 10              | 11              | 12              | 13              | 14              | 15              | 16              | Promedio |
| --------- | --------- | --------------- | --------------- | --------------- | --------------- | --------------- | --------------- | --------------- | --------------- | --------------- | --------------- | --------------- | --------------- | --------------- | --------------- | --------------- | --------------- | -------- |
|           | 1         | 674             | 811             | 547             | 728             | 569             | 909             | 556             | 503             | 553             | 1039            | 734             | 994             | 705             | 1032            | 874             | 1064            | 768      |

| Episodio | Fecha de emisión      | Índice de audiencia | Índice de audiencia | Índice de audiencia |
| Episodio | Fecha de emisión      | AGB Nielsen         | AGB Nielsen         | TNmS                |
| Episodio | Fecha de emisión      | Nacional            | Seúl                | Nacional            |
| --- | --------------------- | ------------------- | ------------------- | ------------------- |
| 1 | 24 de enero de 2018   | 2,952 %             | 3,211 %             | 3,8 %               |
| 2 | 25 de enero de 2018   | 3,494 %             | 3,629 %             | 4,1 %               |
| 3 | 31 de enero de 2018   | 2,542 %             | 2,029 %             | 3,0 %               |
| 4 | 1 de febrero de 2018  | 3,267 %             | 3,448 %             | 3,5 %               |
| 5 | 7 de febrero de 2018  | 2,451 %             | 2,800 %             | 3,2 %               |
| 6 | 8 de febrero de 2018  | 4,206 %             | 4,786 %             | 3,9 %               |
| 7 | 14 de febrero de 2018 | 2,694 %             | 2,747 %             | 3,4 %               |
| 8 | 15 de febrero de 2018 | 2,394 %             | 3,010 %             | 1,9 %               |
| 9 | 21 de febrero de 2018 | 2,668 %             | 3,056 %             | 3,1 %               |
| 10 | 22 de febrero de 2018 | 4,495 %             | 4,894 %             | 4,9 %               |
| 11 | 28 de febrero de 2018 | 3,138 %             | 3,476 %             | 4,3 %               |
| 12 | 1 de marzo de 2018    | 3,927 %             | 4,391 %             | 3,9 %               |
| 13 | 7 de marzo de 2018    | 3,487 %             | 3,503 %             | 3,7 %               |
| 14 | 8 de marzo de 2018    | 4,584 %             | 4,810 %             | 4,6 %               |
| 15 | 14 de marzo de 2018   | 4,100 %             | 4,332 %             | 4,5 %               |
| 16 | 15 de marzo de 2018   | 4,974 %             | 5,205 %             | 5,6 %               |
| Promedio | Promedio              | 3,460 %             | 3,707 %             | 3,8 %               |
| - En la tabla superior, en azul aparecen los índices más bajos, y en rojo los más altos. - Este drama se emitió en un canal de cable / televisión de pago que normalmente tiene una audiencia relativamente menor en comparación con las emisoras públicas o de televisión en abierto (KBS, SBS, MBC y EBS). |                       |                     |                     |                     |

### Recepción crítica
Vasia Orion (HanCinema) define la serie como un drama en su forma pura, y señala que logra disipar la prevención que pueda existir en el espectador por el hecho de ser una adaptación. Según ella, «la serie tiene una excelente escritura y actuación. Tiene un buen ritmo y se deleita en los momentos, más que en los eventos. Explora sus personajes, sus relaciones y el crecimiento de sus formas pasadas y presentes. Al mismo tiempo, no le faltan algunas emociones y un elemento de peligro en cada esquina», y concluye: «decir que esta serie es una pieza brillante sobre la maternidad y la conexión humana puede parecer genérico, pero nada de lo que digo puede hacer justicia a la experiencia de verla, lo que recomiendo de todo corazón».

## Premios y nominaciones
| Año  | Premio                                         | Categoría                                            | Candidato      | Resultado | Ref.          |
| ---- | ---------------------------------------------- | ---------------------------------------------------- | -------------- | --------- | ------------- |
| 2018 | 1.º Festival Internacional de Series de Cannes | Mejor serie                                          | Mother         | Nominada  | [ 18 ] [ 19 ] |
| 2018 | 54.º Premios Baeksang Arts                     | Mejor serie                                          | Mother         | Ganadora  | [ 20 ] [ 21 ] |
| 2018 | 54.º Premios Baeksang Arts                     | Mejor director                                       | Kim Cheol-kyu  | Nominado  | [ 20 ] [ 21 ] |
| 2018 | 54.º Premios Baeksang Arts                     | Mejor actriz                                         | Lee Bo-young   | Nominada  | [ 20 ] [ 21 ] |
| 2018 | 54.º Premios Baeksang Arts                     | Mejor guion                                          | Jang Seo-kyung | Nominado  | [ 20 ] [ 21 ] |
| 2018 | 54.º Premios Baeksang Arts                     | Mejor actriz revelación                              | Heo Yool       | Ganadora  | [ 20 ] [ 21 ] |
| 2018 | 13.º Premios Seoul International Drama         | Mejor miniserie                                      | Mother         | Ganadora  | [ 22 ]        |
| 2018 | 13.º Premios Seoul International Drama         | Mejor actriz                                         | Lee Bo-young   | Ganadora  | [ 22 ]        |
| 2018 | 6.º Premios APAN Star                          | Premio a la gran excelencia, actriz en una miniserie | Lee Bo-young   | Nominada  | [ 23 ]        |
| 2018 | 6.º Premios APAN Star                          | Mejor actriz de reparto                              | Ko Sung-hee    | Nominada  | [ 23 ]        |
| 2018 | 2.º Premios Seúl                               | Mejor actriz de reparto                              | Ko Sung-hee    | Nominada  | [ 24 ]        |